# Ígor Polianski (triatleta)
Ígor Andréyevich Polianski –en ruso, Игорь Андреевич Полянский– (Zheleznogorsk, 16 de enero de 1990) es un deportista ruso que compite en triatlón y acuatlón. Su hermano Dmitri también compite en triatlón.
Ganó una medalla de plata en el Campeonato Europeo de Triatlón de 2016, en la prueba de relevo mixto, y una medalla de plata en el Campeonato Mundial de Acuatlón de 2015.

## Palmarés internacional
| Campeonato Europeo | Campeonato Europeo | Campeonato Europeo | Campeonato Europeo |
| Año                | Lugar              | Medalla            | Prueba             |
| ------------------ | ------------------ | ------------------ | ------------------ |
| 2016               | Lisboa (Portugal)  | Medalla de plata   | Relevo mixto       |

| Campeonato Mundial | Campeonato Mundial       | Campeonato Mundial | Campeonato Mundial |
| Año                | Lugar                    | Medalla            | Prueba             |
| ------------------ | ------------------------ | ------------------ | ------------------ |
| 2015               | Chicago (Estados Unidos) | Medalla de plata   | Individual         |